# Tachydromia pseliophora
Tachydromia pseliophora är en tvåvingeart som beskrevs av Axel Leonard Melander 1927. Tachydromia pseliophora ingår i släktet Tachydromia och familjen puckeldansflugor.
Artens utbredningsområde är Kalifornien. Inga underarter finns listade i Catalogue of Life.